# پژو ۲۰۷آی
پژو ۲۰۷آی خودرویی اقتصادی در کلاس سوپرمینی و از محصولات شرکت فرانسوی پژو است که در حال حاضر توسط گروه صنعتی ایران خودرو (آیکو) در تیپ‌های گوناگون تولید و عرضه می‌شود. ساخت این خودرو از سال ۱۳۸۹ شمسی در کارخانه ایران خودرو آغاز شده و تاکنون ادامه دارد.
مدل‌های مشابه این خودرو در بازارهای کشورهای اروپا با نام پژو ‎۲۰۶+‎ و در بازار کشورهای آمریکای جنوبی با نام پژو ۲۰۷ کامپکت شناخته می‌شوند. مدلی مشابه در چین با نام پژو ۲۰۷ عرضه شد.
برای بازار اروپا، این خودرو در مولوز، فرانسه تولید می‌شد و در فوریه ۲۰۰۹ عرضه شد.

## تاریخچه

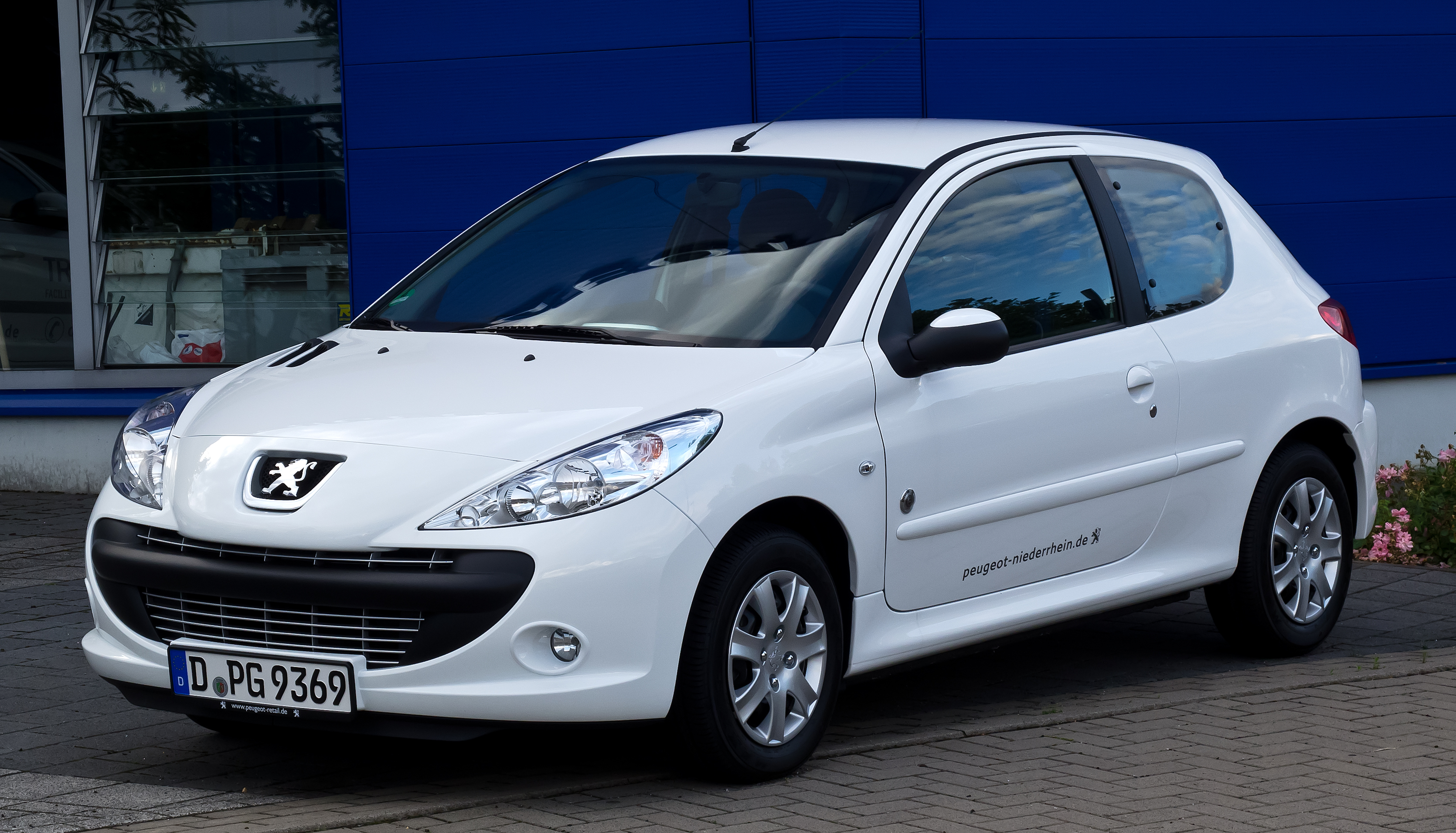
پژو ۲۰۶+ که در آمریکای جنوبی نیز با نام پژو ۲۰۷ عرضه می‌شود

در مه ۲۰۰۸، شعبهٔ برزیلی پژو با این استدلال که انجام کاری غیر از این ممکن نمی‌باشد اعلام کرد که پژو ۲۰۷ را تولید و وارد برزیل نخواهد کرد، اما در عوض برخی از عناصر ۲۰۶ در حال تولید را تغییر خواهد داد. این خودرو که در اوت ۲۰۰۸ عرضه شد تغییرات جزئی در قسمت‌های مکانیکی مانند سیستم تعلیق و جعبه‌دنده داشت. این خودرو بین ۲۰۶ اصلی و ۲۰۷ اروپایی و به‌عنوان رقیب فولکس‌واگن فاکس، رنو کلیو کامپوس و شورولت آگیل عرضه شد. این خودرو در مدل‌های هاچ‌بک ۳ و ۵ در، استیشن و ۴ در سدان، از جمله ۲۰۷ اسکیپد فیس‌لیفت شده ارائه می‌شد.

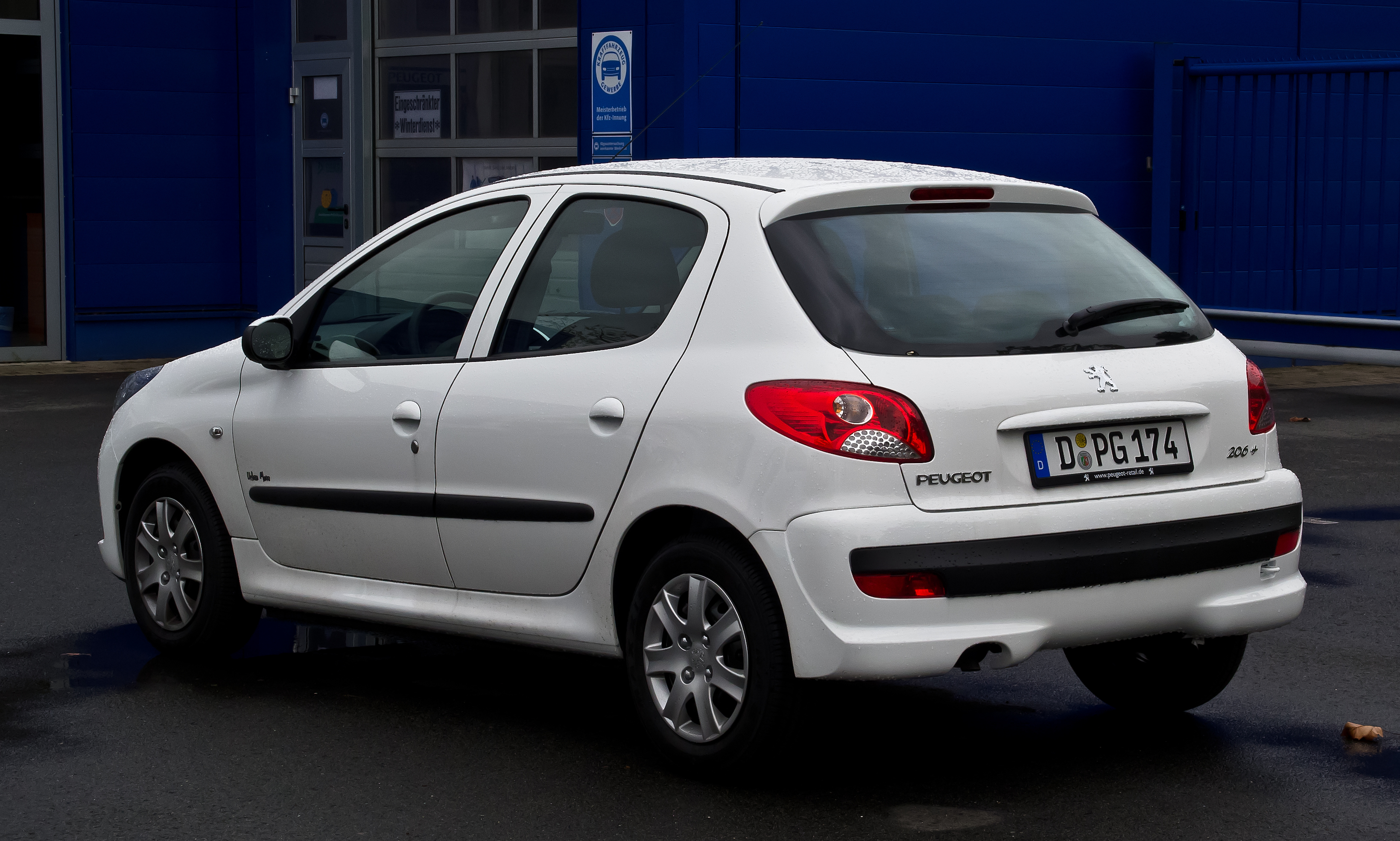
پژو ۲۰۶+ هاچ‌بک

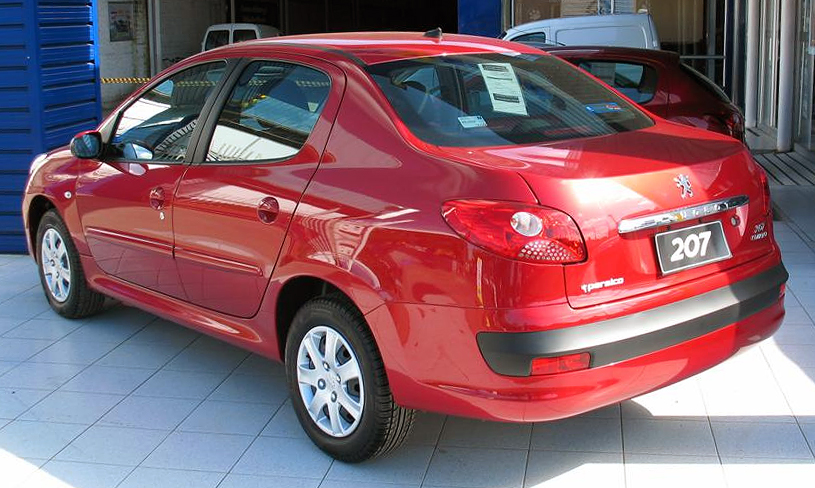
پژو ۲۰۷ کامپکت سدان در آمریکای جنوبی، نسخه سدان با نمای جلوی ۲۰۶+ فیس‌لیفت شده

این خودرو با نام «۲۰۷ کامپکت» در آرژانتین (کشوری که در آن نیز تولید می‌شود) و اروگوئه به فروش می‌رسید تا آن را از ۲۰۷ سی‌سی و آرسی اروپایی که در این کشورها نیز به فروش می‌رسید متمایز کند. پژو قصد داشت نام این خودرو را در بازار برزیل «۲۰۷ براسیل» بگذارد؛ اما به زودی «براسیل» را از این نام کنار گذاشت، زیرا این تصمیم عموماً واکنش‌های منفی رسانه‌ها را به دنبال داشت. ۲۰۷ برزیلی نیز مورد انتقاد قرار گرفته‌است زیرا علیرغم تلاش‌های پژو برای عرضه آن به عنوان یک خودروی کاملاً جدید و حتی فروش آن با قیمت پایه بالاتر، اساساً به عنوان یک ۲۰۶ فیس‌لیفت شده تلقی می‌شد.
در فوریه ۲۰۰۹، پژو اعلام کرد که این مدل اصلاح شده در کارخانه مولوز فرانسه برای بازار اروپا (فقط فرمان چپ) و با نشان ‎۲۰۶+‎ ساخته خواهد شد. این اقدام پژو به عنوان پاسخی میهن‌پرستانه به ابتکار رنو برای واردات داچیاهای ارزان قیمت از رومانی قلمداد شد. در مه ۲۰۰۹ و برای پشتیبانی از تولید ‎۲۰۶+‎ و مدل‌های دو در پژو ۳۰۸ در مولوز، این شرکت ۴۵۰ کارگر اضافی را در این خط استخدام کرد. کارخانه مولوز همچنین ‎۲۰۶+‎ را با نام ۲۰۷ کامپکت به شیلی (از سال ۲۰۱۰)، مکزیک (۲۰۰۹–۲۰۱۱) و جمهوری دومینیکن صادر کرد.
از اکتبر ۲۰۱۰، گروه نازا مونتاژ ۲۰۷ سدان را در مالزی آغاز کرد. این خودرو همچنین در سراسر بازارهای فرمان راست آسیای جنوب شرقی و بازارهای جنوب آسیا مانند تایلند، اندونزی، برونئی و سریلانکا صادر شد.
از ماه مه ۲۰۱۳، پژو دیگر ‎۲۰۶+‎ را در اروپا عرضه نکرد، زیرا تقاضای بیشتری برای پژو ۲۰۸ جدیدتر و پژو ۳۰۱ مبتنی بر ۲۰۷ وجود داشت.
شرکت ایران خودرو (آیکو) که پژو ۲۰۶ را از سال ۱۳۸۰ در ایران تولید می‌کند، از تولید ۲۰۷آی در نسخه هاچ‌بک خبر داد. این شرکت اعلام کرد در فاز اولیه تا اسفند ۱۳۸۹، ۵٬۰۰۰ دستگاه خودروی پژو ۲۰۷آی (‎۲۰۶+‎) تولید خواهد شد و بعد از آن تولید سالانه به ۱۵٬۰۰۰ تا ۲۰٬۰۰۰ دستگاه افزایش خواهد یافت. ایران خودرو می‌گوید که حرف i در نام این خودرو مخفف واژهٔ "ideal" است.
این نمونه‌ها به پژو ۲۰۷آی فرانسوی معروف‌اند، زیرا از نظر فنی تقریباً هنوز دست‌نخورده بودند و از قطعات فرانسوی بهره می‌بردند. برای نمونه ECU آنها از برند بوش بود و موتور TU5 ساخت فرانسه با ۱۱۰ اسب بخار قدرت و ۱۴۲ نیوتن متر گشتاور با استاندارد آلایندگی یورو-۴ روی آنها نصب بود و همچنین گیربکس آنها کاملاً مشابه با پژو ۲۰۶ فرانسوی بود. این نمونه از داشبوردی مشابه پژو ۲۰۷ بهره می‌برد. در پایان سال ۱۳۹۱، تولید ۲۰۷آی در ایران خودرو در جریان قطع رابطه بین ایران خودرو و پژو به دلیل تحریم‌های بین‌المللی علیه ایران به‌طور موقت متوقف شد.
با این حال، در اوایل سال ۱۳۹۵ تولید آن در ایران از سر گرفته شد. ایران خودرو ۲۰۷آی را با قطعات تولید شده در ایران، هند و چین بازسازی کرده و اقدام به تولید خودرویی بسیار نزدیک به خودروی عرضه شده توسط پژو کرده‌است. سری دوم ۲۰۷آی که در سال ۱۳۹۶ عرضه شد، دارای تفاوت‌های زیبایی شناختی (به عنوان مثال چراغ‌های جلو عقب) و تجهیزات اضافی (دوربین دید عقب، سیستم اطلاعات و سرگرمی) است. این خودرو علیرغم گسستگی روابط بین دو شرکت، نشان پژو را حفظ کرده‌است.
این نمونه به عنوان پژو ۲۰۷آی ایرانیزه شناخته نیز می‌شود و از موتور TU5 ایرانیزه شده با گیربکس متعلق به پژو ۴۰۵ استفاده می‌کند. به همین دلیل از استهلاک و مصرف سوخت بالاتر در کنار قدرت و گشتاور کمتری برخوردار است. اگرچه این نمونه به چراغ‌های جلو و عقب متفاوتی مجهز شد که دارای چراغ روشنایی مخصوص روز بوده و آینه این خودرو نیز بازطراحی و مجهز به راهنما شد. در داخل خودرو نیز فرمان بازطراحی شد و به آپشن‌های دکمه‌های کنترل سیستم صوتی از روی فرمان و کروز کنترل تجهیز شد. همچنین یک مالتی مدیا باکیفیت و پیشرفته مجهز به دوربین دید عقب و رهیاب ماهواره‌ای (از سال ۱۴۰۰ مجهز به اپل کارپلی و اندروید اتو) نیز اضافه شد.
در تابستان ۱۴۰۲ خبری مبنی بر حذف هواکش‌های دوقلوی کاپوت این خودرو منتشر شد. ایران خودرو در توجیه این اقدام گفت که حذف این هواکش‌ها که هوای ورودی به کابین را تأمین می‌کردند برای مطابقت خودرو با استانداردهای ایمنی عابر پیاده انجام شده و هواکش جایگزین در پایین برف پاک‌کن ها قرار گرفته است.

## تیپ‌ها

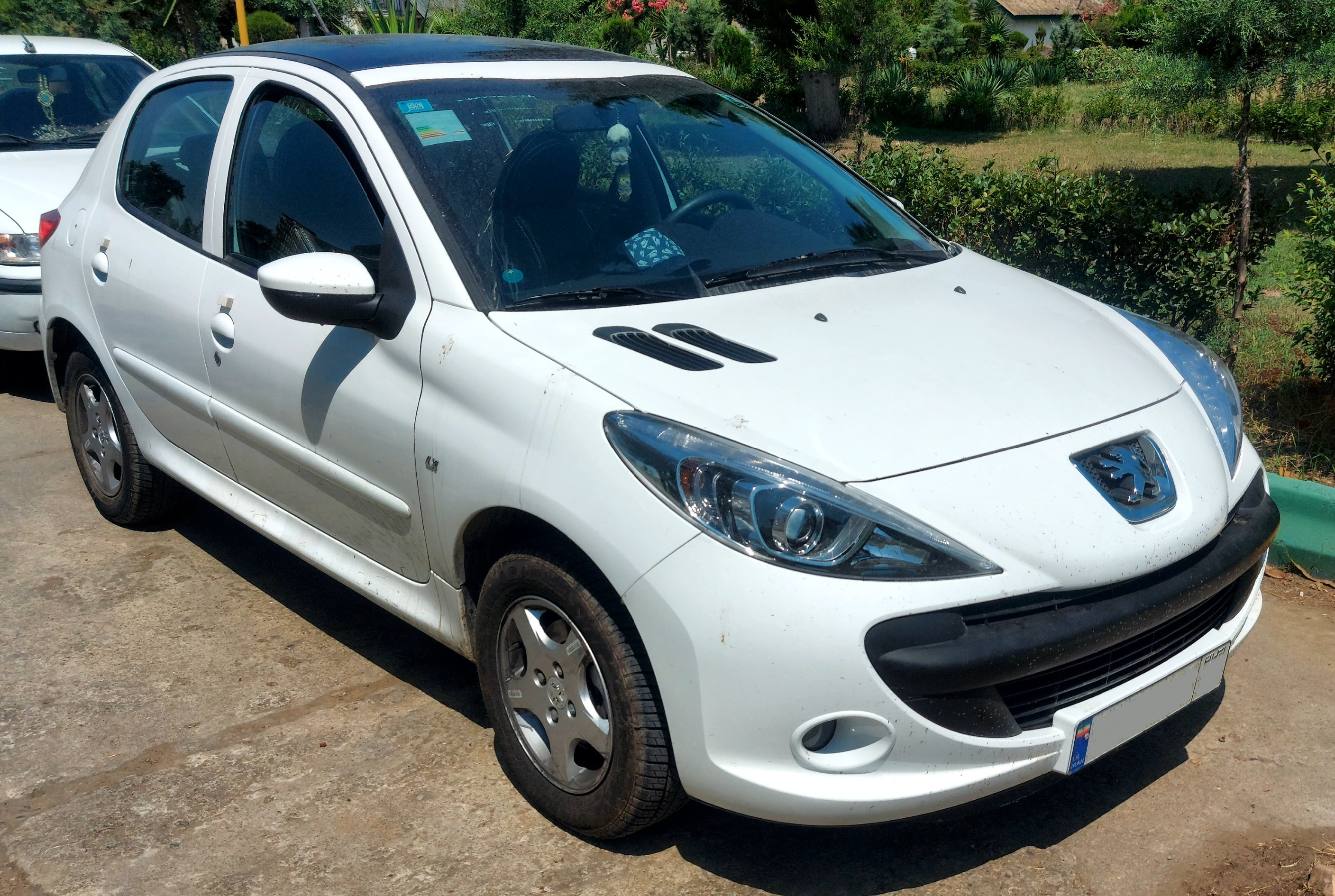
پژو ۲۰۷آی سقف شیشه‌ای

### پژو ۲۰۷آی دنده‌ای
این نمونه مجهز به موتور TU5JP4 ۱۱۰ اسب بخار یا ایرانیزه شده با ۱۰۵ اسب بخار قدرت و ۱۴۲ نیوتن متر گشتاور است. همچنین سیستم انتقال قدرت آن به وسیله یک گیربکس ۵ دنده دستی BE4 صورت می‌گیرد. از آپشن‌های نمونه دنده‌ای می‌توان به دو عدد ایربگ برای راننده و سرنشین جلو، فرمان هیدرولیک، سیستن تهویه مطبوع اتوماتیک، پورت USB، بلوتوث، مالتی مدیا ۷ اینچی مجهز به رهیاب ماهواره‌ای و قابلیت اتصال موبایل به سیستم صوتی، قابلیت تنظیم ارتفاع نور چراغ‌های جلو از داخل کابین، آینه‌های جانبی برقی هم رنگ بدنه، ایموبلایزر، چهار شیشهٔ برقی، تنظیم برقی آینه‌های جانبی، مجهز به سیستم ترمز ضد قفل ABS و ترمز کمکی EBD، ترمزهای جلو و عقب دیسکی، صندلی عقب مجهز به ایزوفیکس، رینگ‌های ۱۴ اینچ آلومینیومی، سنسور دنده عقب و دوربین دید عقب، کروز کنترل و تنظیم ارتفاع کمربند ایمنی اشاره کرد.

### پژو ۲۰۷آی اتوماتیک
این نمونه مجهز به همان موتور TU5JP4 ایرانیزه شده با ۱۰۵ اسب بخار قدرت و ۱۴۲ نیوتن متر گشتاور است. اما سیستم انتقال قدرت آن به وسیله یک گیربکس ۴ دنده اتوماتیک AL4 با قابلیت تیپ ترونیک مشابه گیربکس پژو ۲۰۶ تیپ ۶ به چرخ‌های جلو انجام می‌شود. امکانات تیپ اتوماتیک با تیپ دنده‌ای یکسان است. گفته شده با شروع تولید پژو ۲۰۷آی شش سرعته تولید نمونه چهار سرعته متوقف شده‌است.

### پژو ۲۰۷آی مولتی کالر (MC)

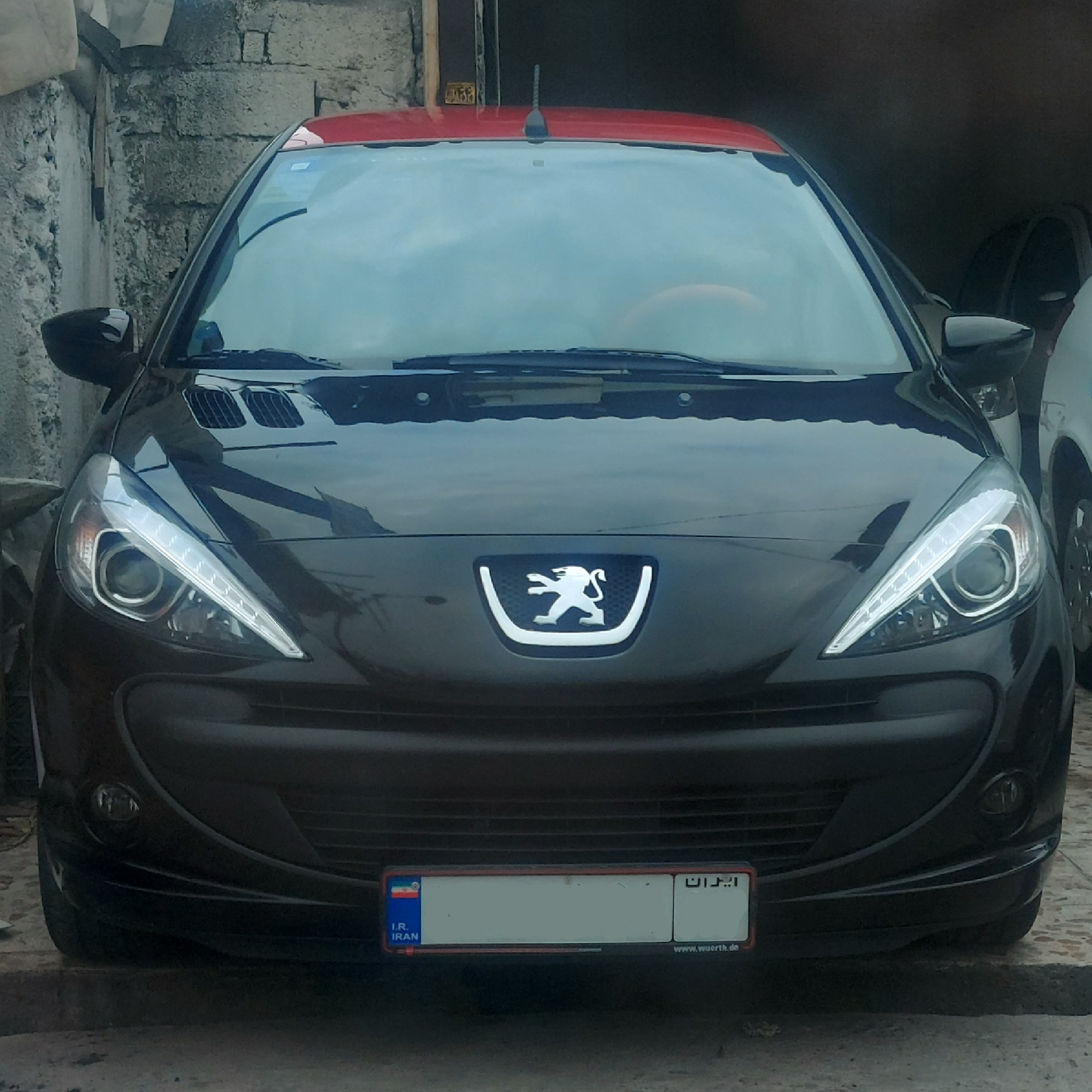
پژو ۲۰۷آی مولتی کالر

این نمونه، پژو ۲۰۷آی دو رنگ است و تزئینات بدنه از جمله سقف، قاب مه‌شکن، ورودی هوا، قاب آینه، زه درها و قاب پلاک به رنگ قرمز درآمده و رینگ‌های آن از نوع آلومینیومی کربنی هستند و کالیبرهای ترمز آن قرمزرنگ هستند و در داخل داشبورد شاهد تزئینات قرمزرنگ نیز هستیم. اما در بحث فنی موتور آن از نوع TU5P است و مجهز به سیستم زمان‌بندی متغیر سوپاپ (CVVT) شده و با تغییر در برنامه پاشش سوخت و برخی اصلاحات دیگر میزان قدرت را به ۱۱۳ اسب‌بخار و گشتاور به ۱۴۴ نیوتن‌متر افزایش یافته که به ترتیب ۸ و ۲ واحد بالاتر از مدل عادی است. همچنین گیربکس آن با مدل ۶ سرعته اتوماتیک ساخت DAE با ضرایب بهتر جایگزین شده که در سرعت‌های بالاتر شاهد سکوت بهتر و مصرف سوخت بهینه‌تری هستیم و دیگر از آن تقه‌های معروف هم خبری نیست. (لازم است ذکر شود که از دی ۱۴۰۱ گیربکس Landay روی پژو 207i نصب شده و شاهد ارزان‌سازی گیربکس اتوماتیک این نمونه توسط ایران خودرو بودیم.)

### پژو ۲۰۷آی با موتور TU5P و گیربکس ۶ سرعته اتوماتیک
نمونه ارتقاء یافته پژو ۲۰۷آی اتوماتیک که از نظر فنی با نسخه مولتی کالر برابر است و به همان موتور (TU5P(EC5 و گیربکس شش دنده اتوماتیک DAE/Landay مجهز شده‌است و امکانات آن با نسخه چهار دنده اتوماتیک برابری می‌کند.

### پژو ۲۰۷آی با موتور TU5P و گیربکس ۶ سرعته دستی
این مدل از همان موتور TU5P مورد استفاده در مدل MC و ۶ سرعته اتوماتیک بهره می‌برد. این موتور تنفس طبیعی چهار سیلندر، می‌تواند ۱۱۳ اسب‎‌بخار قدرت در ۵۸۰۰ دور در دقیقه و ۱۴۴ نیوتن‌متر گشتاور ۴۰۰۰ تولید کند. گیربکس مورد استفاده در این خودرو نیز با نمونه مورد استفاده در رانا پلاس پانوراما مشترک است. ایران خودرو باور دارد گیربکس ۶ سرعته جدید برای ۲۰۷ می‌تواند مصرف کمتر سوخت در این خودرو را به همراه داشته باشد. ایران خودرو شتاب صفر تا صد کیلومتر این نسخه از ۲۰۷ را ۱۱.۶ ثانیه و حداکثر سرعت آن را ۱۹۰ کیلومتر در ساعت اعلام کرده است.

### پژو ۲۰۷آی تیپ ۵
این تیپ ارزان‌ترین تیپ پژو ۲۰۷آی است. تیپ ۵ مشخصات فنی یکسانی با نسخه دنده‌ای دارد، اما در بحث طراحی کابین با پژو ۲۰۶ برابر بوده و قالب داشبورد آن مانند ۲۰۷آی فعلی نیست. برای همین امکاناتی مانند دوربین عقب، کروز کنترل، نمایشگر لمسی و کنترل سیستم صوتی از روی فرمان در این تیپ ۲۰۷آی دیده نمی‌شود. همچنین رینگ‌های آلومینیومی در این تیپ دیده نمی‌شود و ترمزهای عقب آن نیز از نوع کاسه‌ای است. سیستم برق آن مشابه ۲۰۶ و ۲۰۷های قبل از ۱۳۹۱ می‌باشد و امکانات فابریک خانواده ۲۰۶ نیز از همین رو بر روی آن قابل نصب یا فعال‌سازی می‌باشند.

### پژو ۲۰۷آی با موتور TU3
این نمونه همان‌طور که از اسمش پیداست، موتور TU3A جایگزین موتور TU5 شده‌است. تی‌یو-۳ یک پیشرانه ۱۴۰۰ سی‌سی است که در گذشته روی پژو ۲۰۶ تیپ ۲ نصب شده بود می‌تواند تنها ۷۵ اسب بخار و ۱۱۸ نیوتن گشتاور تولید کند و گیربکس ۵ دنده دستی روی آن قرار گرفته‌است. امکانات این نسخه نیز تفاوتی با پژو ۲۰۷آی دنده ای استاندارد ندارد، ولیکن رینگ فولادی با قالپاق جایگزین رینگ آلومینیومی شده‌است. این نمونه با هدف جایگزینی پژو ۲۰۶ تیپ ۲ و تیپ ۳ سقف شیشه‌ای وارد خط تولید ایران خودرو شد. قیمت‌گذاری پژو ۲۰۷ با موتور TU3 حواشی زیادی را برانگیخت؛ چرا که نرخ اعلامی برای این خودرو با قیمت رانا پلاس معمولی یا پژو ۲۰۷ دنده‌ای با فرمان هیدرولیک بسیار نزدیک بود، درحالی‌که پیشرانه این خودرو ضعیف‌تر از دو مورد دیگر است.

### پژو ۲۰۷آی صندوق‌دار

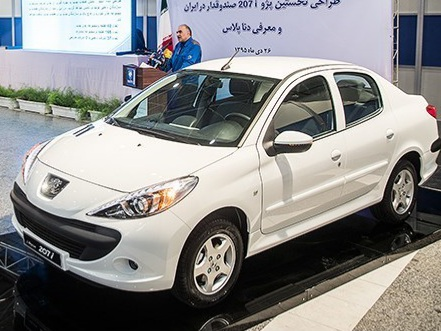
پژو ۲۰۷آی اس‌دی (صندوق‌دار)

پژو ۲۰۷آی صندوق دار در سال ۹۵ با رونمایی از دنا پلاس به بازار کشور معرفی شد. در آن زمان مهندسان «ایران خودرو»، این سدان اتوماتیک را محصولی جدید و دست‌آورد ملی این شرکت می‌دانستند، اما واقعیت این است که پژو ۲۰۷آی صندوق‌دار، سال‌ها پیش در نمایندگی‌های «دانگ‌فنگ» چین با نام پژو ۲۰۶ پلاس صندوق دار حضور داشت و در اصل ابتکارهای به کار رفته در این خودرو بیش تر پشتوانه ای غیر ایرانی دارد. این نمونه براساس پژو ۲۰۶ صندوقدار و پژو ۲۰۷آی هاچ‌بک توسعه یافته‌است. این نمونه با همان پیشرانه TU5 ایرانیزه شده و تنها با گیربکس ۴ دنده اتوماتیک عرضه شد که البته نسبت به پژو ۲۰۷آی هاچ‌بک اتوماتیک دو آپشن فرمان برقی و آینه‌های تاشو برقی اضافه تر داشت و تولید آن در میانه سال ۱۳۹۹ به دلیل عدم استقبال کافی و موردنظر ایران خودرو و البته شرایط خودروسازان ایرانی و شیوع بیماری کرونا و از طرفی تمرکز ایران خودرو در توسعه رانا پلاس و تارا از خط تولید کنار رفت. البته زمزمه‌هایی برای بازگشت آن به خط تولید ایران خودرو وجود دارد. ناگفته نماند که براساس خبرهای گفته شده در سال ۱۳۹۷ توسعه این خودرو ۵۰ میلیارد هزینه داشت که برای آن دوره رقم غیرقابل باوری بود.

## ایمنی
۲۰۷ کامپکت در ابتدایی‌ترین پیکربندی برای بازار آمریکای لاتین و بدون کیسه هوا در سال ۲۰۱۰ ۱ ستاره برای ایمنی سرنشینان بزرگسال و ۲ ستاره برای ایمنی سرنشینان خردسال را از مؤسسه لاتین ان‌سی‌ای‌پی دریافت کرد.
۲۰۷ کامپکت با ۲ کیسه هوا در سال ۲۰۱۰ با استانداردهای قدیمی، ۲ ستاره برای ایمنی سرنشینان بزرگسال و ۲ ستاره برای ایمنی سرنشینان خردسال را از مؤسسه لاتین ان‌سی‌ای‌پی دریافت کرد.

## مشکلات پژو 207
همانطور که در خودروهای پژو 207 و پژو 206 و همینطور رانا دیدیم شامل فضای اندک صندلی های ردیف عقب هستیم
و مشکل دوم که به خرابی سیستم بخاری پژو ۲۰۶ و ۲۰۷ منجر به نشت آب داغ به درون کابین و سوختگی شدید پای راننده شود
دلیل آن هم رد شدن لوله رادیاتور از زیر داشبورد میباشد که می‌تواند خطرناک باشد برای کسانی که از این خودرو ها استفاده می کنند.